# Снежное (Крым)
Сне́жное (до 1948 года Карла́в Ру́сский; укр. Сніжне, крымскотат. Qarlav, Къарлав) — село в Черноморском районе Республики Крым, в составе Межводненского сельского поселения (согласно административно-территориальному делению Украины — Межводненского сельсовета Автономной Республики Крым).

## Население
| 2001 | 2014 |
| ---- | ---- |
| 70   | ↗83  |

Всеукраинская перепись 2001 года показала следующее распределение по носителям языка
| Язык             | Процент |
| ---------------- | ------- |
| крымскотатарский | 41.43   |
| русский          | 35.71   |
| украинский       | 21.43   |
| белорусский      | 1.43    |

### Динамика численности
| - 1915 год — 83/72 чел. - 1926 год — 93 чел. - 1939 год — 109 чел. - 1989 год — 66 чел. | - 2001 год — 70 чел. - 2009 год — 90 чел. - 2014 год — 83 чел. |

## Современное состояние
Согласно КЛАДР, на 2016 год в Снежном числится около 30 улиц и переулков, при этом на Яндекс-карте обозначена 1 улица — Мира; на 2009 год, по данным сельсовета, село занимало площадь 86,5 гектара, на которой в 28 дворах проживало 90 человек.

## География
Снежное — село на севере района, на северном склоне Тарханкутской возвышенности, высота центра села над уровнем моря — 31 м. Ближайшие сёла — Зайцево в 5 км на северо-восток и Межводное в 5 км на север. Райцентр Черноморское — примерно в 13 километрах (по шоссе), ближайшая железнодорожная станция — Евпатория — около 67 километров. Транспортное сообщение осуществляется по региональной автодороге 35Н-606 от шоссе Черноморское — Воинка (по украинской классификации — С-0-11705).

## История
Село Карлав русский было основано, судя по доступным историческим документам, в начале XX века, поскольку впервые второй Карлав (недалеко был ещё древний Карлав татарский) встречается в Статистическом справочнике Таврической губернии 1915 года, согласно которому в Кунанской волости Евпаторийского уезда Таврической губернии числилась деревня Карлав казённый в 25 дворов (все дворы безземельные) с русским населением в количестве 83 человек приписных жителей и 72 — «посторонних», из которых 80 мужчин и 75 женщин. Жители землёй не владели, но за селением числилось 780 десятин земли. В хозяйствах имелось 60 лошадей, 30 волов, 11 коров и 470 голов мелкого скота.
После установления в Крыму Советской власти, по постановлению Крымревкома от 8 января 1921 года № 206 «Об изменении административных границ» была упразднена волостная система и образован Евпаторийский уезд, в котором создан Ак-Мечетский район и село вошло в его состав, а в 1922 году уезды получили название округов. 11 октября 1923 года, согласно постановлению ВЦИК, в административное деление Крымской АССР были внесены изменения, в результате которых округа были отменены, Ак-Мечетский район упразднён и село вошло в состав Евпаторийского района. Согласно Списку населённых пунктов Крымской АССР по Всесоюзной переписи 17 декабря 1926 года, в селе Карлав (русский), Керлеутского сельсовета Евпаторийского района, числилось 16 дворов, все крестьянские, население составляло 93 человека, все русские. Согласно постановлению КрымЦИКа от 30 октября 1930 года «О реорганизации сети районов Крымской АССР», был восстановлен Ак-Мечетский район (по другим данным 15 сентября 1931 года) и село вновь включили в его состав.
С 25 июня 1946 года Карлав в составе Крымской области РСФСР. Указом Президиума Верховного Совета РСФСР от 18 мая 1948 года, Карлав русский переименовали в Снежное. 26 апреля 1954 года Крымская область была передана из состава РСФСР в состав УССР. С начала 1950-х годов, в ходе второй волны переселения (в свете постановления № ГОКО-6372с «О переселении колхозников в районы Крыма»), в Черноморский район приезжали переселенцы из различных областей Украины. Время включения в состав Межводненского сельсовета пока не установлено: на 15 июня 1960 года село уже числилось в его составе. С 12 февраля 1991 года село в восстановленной Крымской АССР, 26 февраля 1992 года переименованной в Автономную Республику Крым. С 21 марта 2014 года в составе Крыма аннексировано Россией.

## Галерея

Галерея Снежного
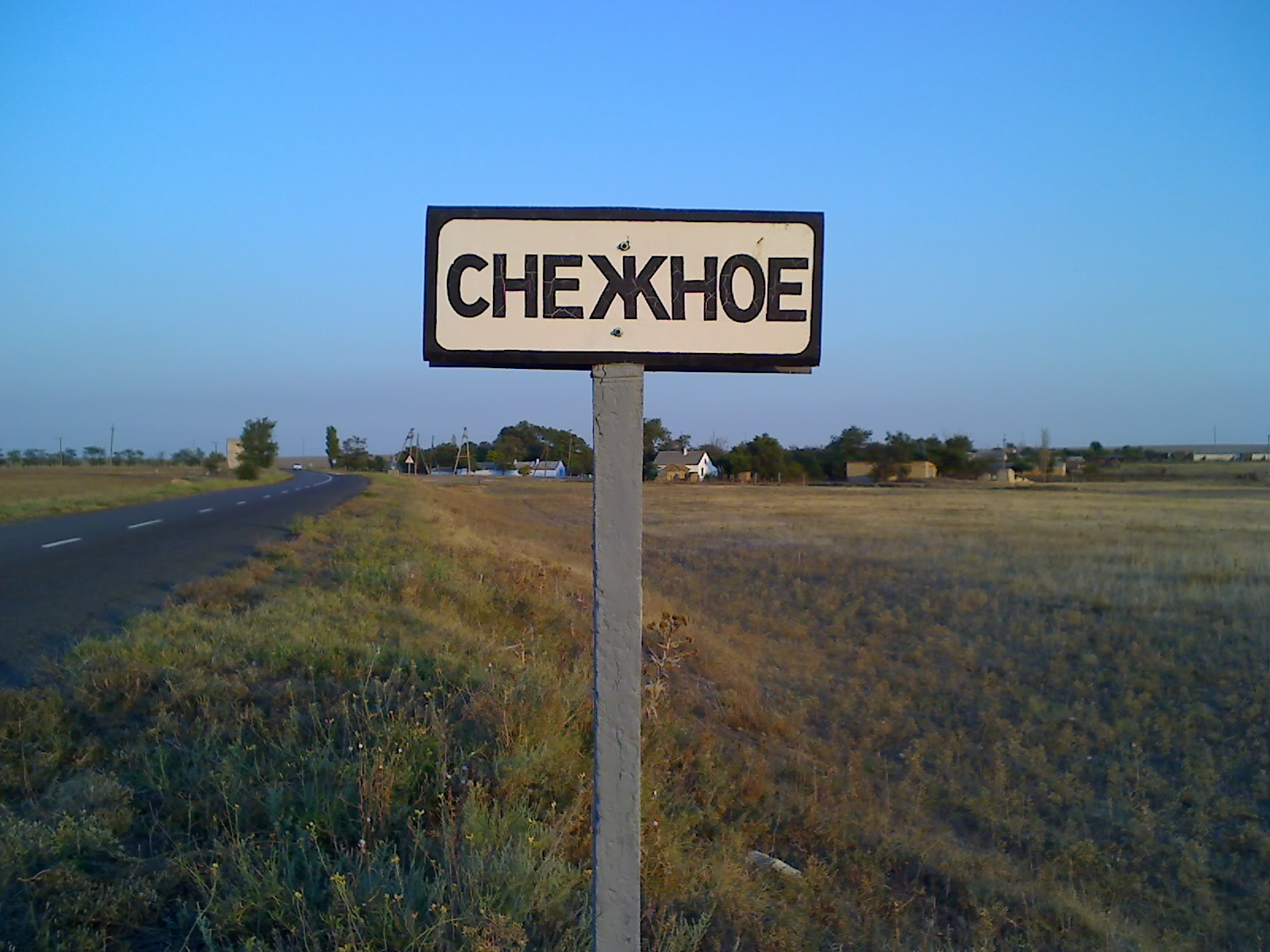
Дорожный указатель при въезде в село
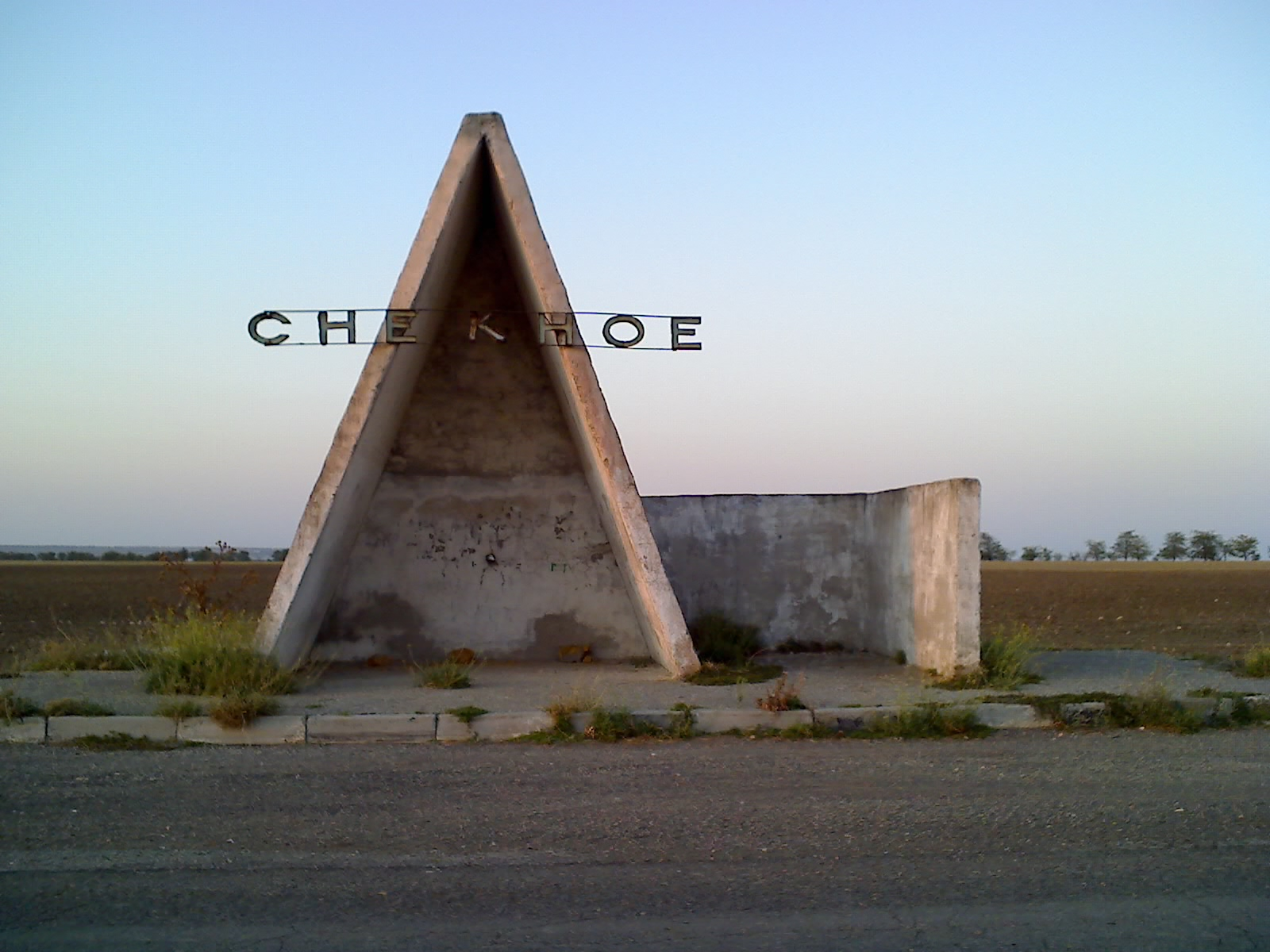
Автобусная остановка
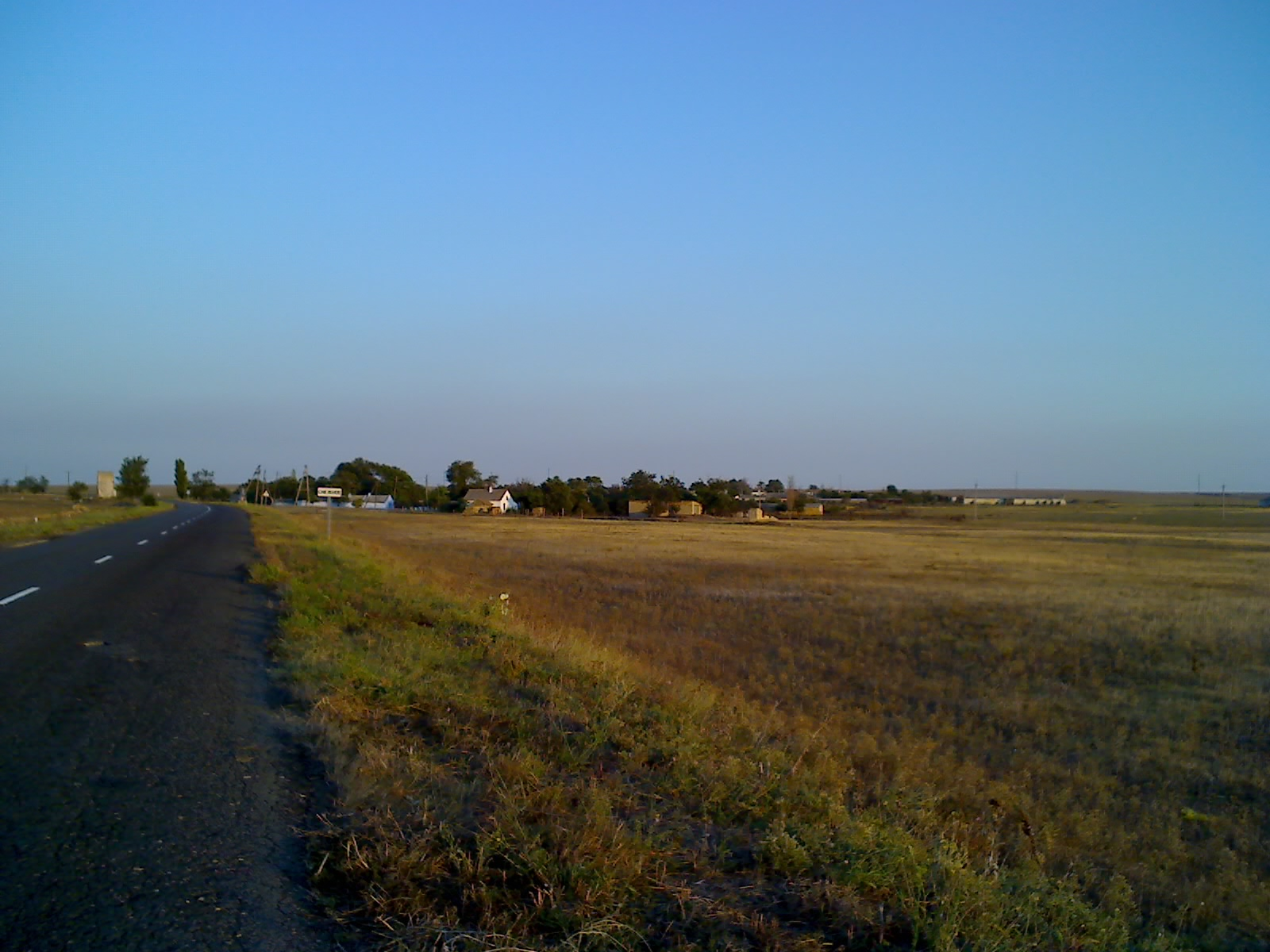
Вид на Снежное и расстояния 1 км